# Cercle de Koro
Le cercle de Koro est une collectivité territoriale malienne, dans la nouvelle Région de Bandiagara.

## Subdivisions
Il compte 16 communes : Bamba, Barapiréli, Bondo, Diankabou, Dinangourou, Dioungani, Dougouténé 1, Dougouténé 2, Kassa, Koporo Pen, Koporokendié Nâ (ou Koporo Na), Koro, Madougou, Pel Maoudé, Yoro et Youdiou.
Depuis 2023, le cercle codé en  1902, est divisé en 8 arrondissements, 16 communes et 324 VFQ : villages, fractions ou quartiers. 
| Code   | Arrondissement                    |
| ------ | --------------------------------- |
| 190201 | Arrondissement central de Koro    |
| 190202 | Arrondissement de Diankabou       |
| 190203 | Arrondissement de Dinangourou     |
| 190204 | Arrondissement de Dioungani       |
| 190205 | Arrondissement de Koporokendié Na |
| 190206 | Arrondissement de Madougou        |
| 190207 | Arrondissement de Toroli          |
| 190208 | Arrondissement de Kassa           |

| Code     | Commune         | Chef-lieu       | VFQ |
| -------- | --------------- | --------------- | --- |
| 19020101 | Bondo           | Bondo           | 15  |
| 19020102 | Koro            | Koro            | 52  |
| 19020103 | Youdiou         | Youdiou         | 12  |
| 19020201 | Bamba           | Déguéré         | 28  |
| 19020202 | Diankabou       | Diankabou       | 21  |
| 19020203 | Yoro            | Yoro            | 9   |
| 19020301 | Dinangourou     | Dinangourou     | 14  |
| 19020401 | Dioungani       | Dioungani       | 22  |
| 19020501 | Koporokendié Nâ | Koporokendié Nâ | 19  |
| 19020502 | Koporo Pen      | Koporo Pen      | 16  |
| 19020503 | Pel Maoudé      | Pel Maoudé      | 9   |
| 19020601 | Madougou        | Madougou        | 30  |
| 19020602 | Barapiréli      | Barapiréli      | 14  |
| 19020701 | Dougouténé I    | Toroli          | 22  |
| 19020702 | Dougouténé II   | Andiagana Nâ    | 22  |
| 19020801 | Kassa           | Berdossou       | 19  |

## Cercle voisin
- cercle de Bandiagara
- cercle de Bankass
- cercle de Douentza